# Maria Iliescu
Maria Henrietta Iliescu, geb. Adlersberger (* 1. Juni 1927 in Wien; † 21. Januar 2020 in Craiova) war eine österreichische Romanistin.

## Leben
Iliescu wurde 1927 als einziges Kind von Sophia und Richard Adlersberger geboren. 1938 zog die Familie nach Rumänien, da sie ab 1918 die rumänische Staatsbürgerschaft hatte. Maria Adlersberger kam in ein französisches Nonneninternat. Nach dem Schulabschluss studierte sie Klassische Philologie und Mittelalterliche Geschichte an der Universität Bukarest. Im Jahre 1949 heiratete sie ihren Kommilitonen Vladimir Iliescu.
Nach dem Staatsexamen 1950 wurde sie Assistentin von Alexandru Graur (Klassische Philologie und Indogermanistik), der 1952 mit einem Lehrverbot belegt wurde. In den folgenden Jahren arbeitete sie in der Forschung, am Institut für Sprachwissenschaft der Rumänischen Akademie der Wissenschaften, an der Rumänischen Grammatik (1954 erhielt sie hierfür den Staatspreis 2. Klasse) und in der Sektion Lexikografie, wo sie auch Leiterin der Abteilung für Zweisprachige Wörterbücher wurde.
In den 1960er Jahren sammelte sie Dialektproben der in Rumänien verstreut lebenden Friauler, die den Ausgangspunkt ihres Doktorates ergaben. Im Jahre 1972 erschien die Dissertation (Le frioulan à partir des dialectes parlés en Roumanie) im Westen bei Mouton.
Im selben Jahr bekam Iliescu einen Ruf als ordentliche Professorin für Allgemeine und Romanische Sprachwissenschaft an der Universität Craiova. Hier lehrte sie von 1972 bis 1982.
Politische Gründe und die berufliche Situation ihres Mannes veranlassten Maria Iliescu, 1983 mit ihrer Familie auszuwandern. Bereits im Herbst 1983 erhielt sie eine Einladung als Gastprofessorin am Institut für Romanistik der Universität Innsbruck. Zwischen 1983 und 2001 war sie Universitätsprofessorin am Institut für Romanistik der Universität Innsbruck, dessen Honorarprofessorin sie danach weiterhin blieb. Von 1989 bis 1999 hat Maria Iliescu auch an der Universität Trient als professore associato doziert. Von 1999 bis 2012 wirkte sie als profesor consultant an der Universität Craiova und hat in dieser Eigenschaft über 20 Dissertationen betreut.
Von 2007 bis 2010 war Maria Iliescu Präsidentin der Société de Linguistique Romane.
Die Publikationsliste von Maria Iliescu enthält mehr als 400 Titel.

## Forschungsschwerpunkte
Ihr wissenschaftlicher Schwerpunkt lag auf Vergleichender Romanischer Sprachwissenschaft (insbesondere Französisch, Rätoromanisch, Rumänisch), Vulgärlatein und allgemeiner Sprachwissenschaft.

## Auszeichnungen
Sie erhielt mehrere Ehrendoktortitel (u. a. der rumänischen Universitäten Timișoara, 1998, und Bukarest, 2005) sowie 2009 die Ehrenmedaille der Universität Gent. 2004 wurde sie mit dem Tiroler Landespreis für Wissenschaft ausgezeichnet. Auch erhielt sie 2009 den Orden Serviciul Credincios im Range eines Komturs.